# Barthélemi Hopfer

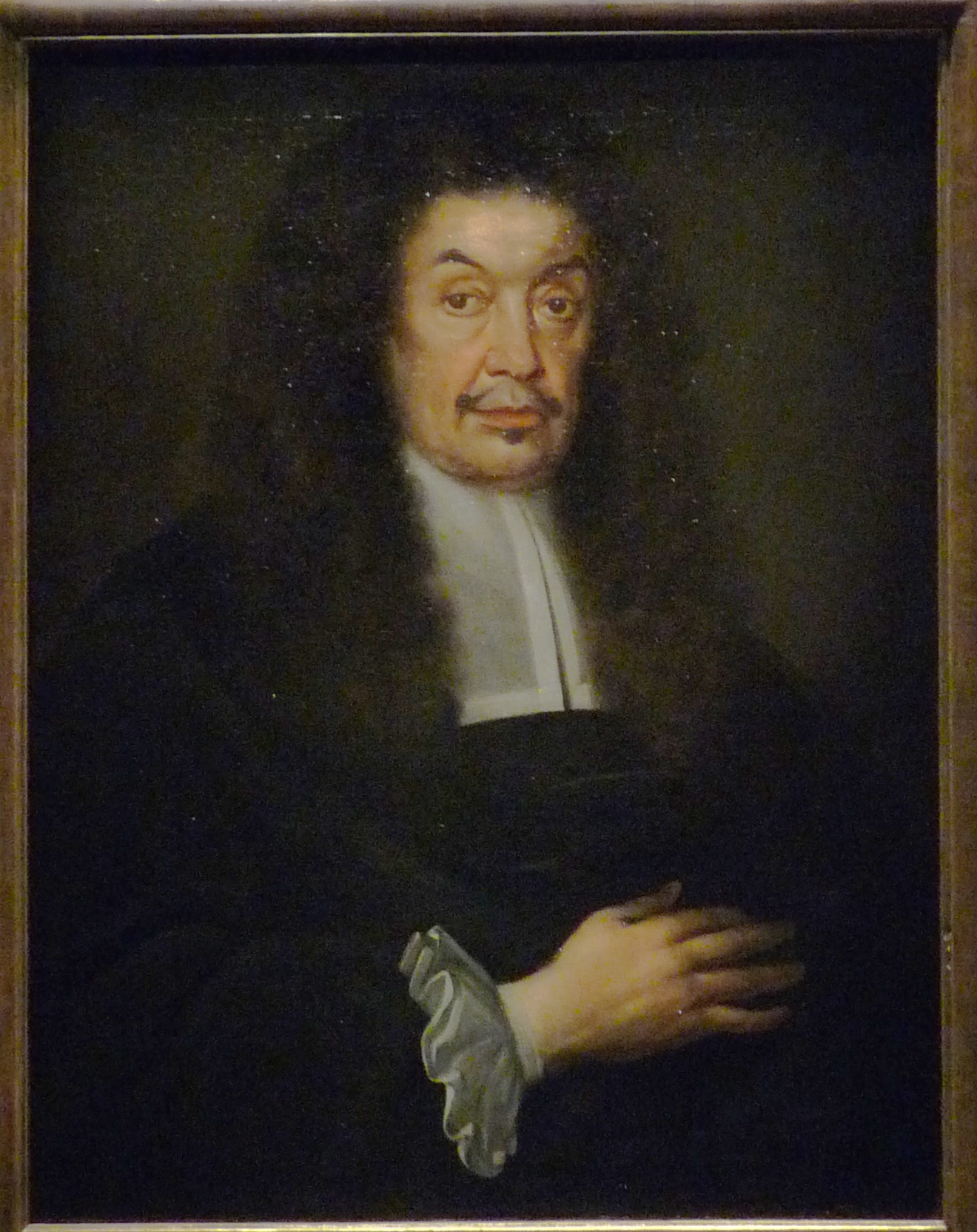
Le jurisconsulte Johann Adam Schrag (Musée historique de Strasbourg)

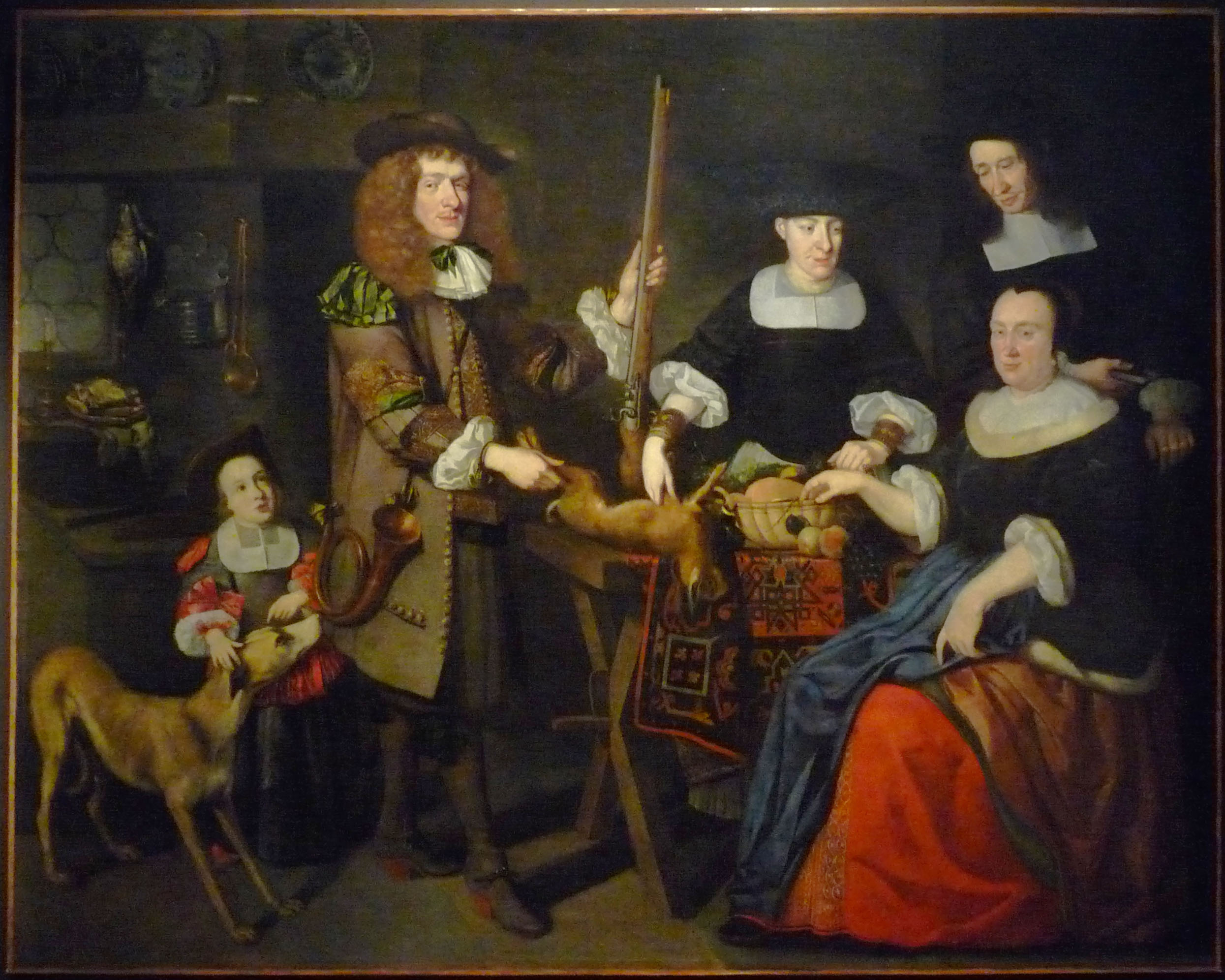
Retour de chasse. Portrait d'une famille strasbourgeoise (Musée historique de Strasbourg)

Barthélemi Hopfer, né à Augsbourg le 1er mai 1628 et mort à Strasbourg le 27 octobre 1699, est un peintre allemand qui se forma chez Govaert Flinck à Amsterdam où il subit l'influence indirecte de Rembrandt et de Van Dyck, puis s'installa définitivement à Strasbourg en 1656.
Il peignit surtout des scènes historiques et des portraits.

## Œuvres

### Dessins
- Portrait de Christoff Ehinger d'Augsbourg, pasteur, plume, encre noire et lavis d'endre de Chine, H. 0,243 ; L. 0,200 m[5]. Paris, Beaux-Arts de Paris[6]. Saisi à mi-corps et de face sur un fond sombre et nu dans un cadrage très serré, ce portrait du pasteur Christoff Ehinger fut réalisé en 1655. Avec une grande subtilité, l'artiste joue entre les dégradés de noir et de gris et les réserves de papier afin de mettre en valeur le visage, la fraise et les mains. Cette sobriété évoque l'art des portraitistes hollandais des années 1640 comme Bartholomeus Van der Helst, que Hopfer avait beaucoup étudié.